# Paulo Henrique Torquato
Paulo Henrique Torquato (1992 – Navegantes, 14 dicembre 2019) è stato un giocatore di football americano brasiliano, che giocava come safety.